# Saint-Paul (circonscription électorale manitobaine)
Circonscription électorale provinciale du Canada
Pour les articles homonymes, voir Saint-Paul.
Saint-Paul est une ancienne circonscription électorale provinciale du Manitoba (Canada).

## Liste des députés
| Saint-Paul | Saint-Paul  | Saint-Paul                | Saint-Paul  | Saint-Paul  | Saint-Paul |
| Nom        | Nom         | Parti                     | Mandat      | Législature |            |
| ---------- | ----------- | ------------------------- | ----------- | ----------- | ---------- |
|            | Ron Schuler | Progressiste-conservateur | 2011 - 2016 | 40e         |            |
|            | Ron Schuler | Progressiste-conservateur | 2016 - 2019 | 41e         |            |